# Napoleon Strickland
Pour les articles homonymes, voir Strickland.
Napoleon Strickland (vers 1920, près de Como, Mississippi - 21 juillet 2001, Senatobia, Mississippi), parfois connu sous le nom de Napolian Strickland, est un artiste, multi-instrumentiste de fife and drums et de blues, et auteur-compositeur et chanteur spécialisé dans le country blues, en particulier celui de la région du Hill Country dans le nord du Mississippi . Il joue également de la guitare, de la batterie, de l'harmonica, du fifre et de toutes sortes d'instruments de percussion. 

## Biographie
La date de naissance de Napoleon Strickland est incertaine. Gérard Herzhaft indique le 1er octobre 1919, tandis que Jared Snyder donne l'année 1924. Son certificat de naissance était daté du 6 octobre 1924. Il naît près de Como, à l'est du Mississippi Delta, dans une région montagneuse du Nord de l'État du Mississippi appelée Hill Country. Il apprend la musique auprès de son père lorsqu'il est enfant. Plus tard, Othar Turner lui enseigne comment fabriquer un fifre à partir d'une tige de canne à sucre. Il devient adepte de la guitare, de la batterie, de l'harmonica, du diddley bow à une corde, du fifre de canne et de toutes sortes de percussions. Il s'illustre dans les pique-niques et autres fêtes locales.
La musique de Strickland est enregistrée pour la première fois en 1967 par le folkloriste George Mitchell. David Evans, Bill Ferris, Chris Strachwitz et Alan Lomax l'enregistrent à leur tour les années suivantes. Strickland est accompagné par Othar Turner sur certains d'entre eux. Napoleon Strickland est principalement chanteur et joueur de fifre, se produisant dans un grand nombre de festivals. Il n'enregistre aucun album, mais figure sur plusieurs compilations de Hill country blues du nord du Mississippi. Il apparaît dans le film documentaire d'Alan Lomax, The Land Where The Blues Began. 
Strickland est considéré par beaucoup comme le premier joueur de fifre de son genre. Il gagne sa vie comme métayer pendant la majeure partie de sa vie. La ville de Como organise le « Napoleon Strickland Day » en son honneur. Après un grave accident de voiture au milieu des années 1980, il est envoyé dans une maison de retraite. Il meurt le 21 juillet 2001 à Senatobia.

## Discographie
- 1969 : Various artists - Memphis Swamp Jam - Blue Thumb Records
- 1969 : Various artists - Mississippi Delta Blues Vol. 1 - Arhoolie
- 1974 : Various artists - Traveling Through The Jungle: Negro Fife And Drum Band Music From The Deep South - Testament
- 1978 : Various artists - Afro-American Folk Music From Tate And Panola Counties, Mississippi - Bibliotheque du Congres
- 1981 : Various artists - Kings Of Country Blues Vol.2 - Arhoolie, enregistré à Memphis en 1969
- 1982 : Various artists - The Introduction To Living Country Blues USA Vol. 7 et 10 - Living Country Blues
- 1993 : Various artists - Mississippi Delta Blues Jam in Memphis Vol. 1 - Arhoolie], enregistré lors d'un festival à Memphis en juin 1969[5].
- 1994 : Various artists - Mississippi Delta Blues: "Blow My Blues Away" Vol. 1 - Arhoolie
- 1995 : Various artists - Testament Records Sampler - Testament
- 1995 : Various artists - Bottleneck Blues - Hightone
- 2003 : Various artists - Martin Scorsese Presents The Blues - Feel Like Going Home - Columbia
- Various artists - Feel Like Goin' Home Blues - Sony Music Canada
- Various artists - Mississippi Delta Blues in the 1960s - Venerable Music
- Various artists - Afro-American Folk Music - Venerable Music